# Alcis defasciata
Alcis defasciata är en fjärilsart som beskrevs av Hoffmann och Cecil Boden Kloss. Alcis defasciata ingår i släktet Alcis och familjen mätare. Inga underarter finns listade i Catalogue of Life.